# Tatikios
Tatikios nebo Taticius (Řecky: Τατίκιος, zemřel po roce 1099) byl byzantský generál během panování Alexia Komnena. Císař ho poslal roku 1097 na pomoc první křížové výpravě. Se svojí armádou pomohl dobýt město Nikaiu a s křižáky poté pokračoval dál na východ, ale u Antiochie se od křižáků oddělil.